# حمسيات
الحَمَسِيَّات أو سلاحف المياه العذبة (الاسم العلمي: Emydidae) هي فصيلة من السلاحف، وهي معتدلة الحجم، يتراوح طول درعها بين 9 و60 سم، يحمل صِدارها 12 صفيحة، تضم 25 جنسًا تحوي أكثر من 75 نوعًا، أشهرها سلحفاة الفرات وهي صغيرة الحجم، والسلحفاة النيلية، وتعرف في مصر باسم ترسة نهر النيل، والسلحفاة الأوروبية وتتراوح أبعادها بين 25 و30 سم، وهي مفترسة كمعظم سلاحف المياه العذبة.
تجدر الإشارة إلى أنه بسبب تهدد بعض أنواع السلاحف بالانقراض، تُحَرَّم بعض الحكومات صيد الأنواع النادرة من السلاحف المائية، وقد أقيمت محميات لمثل هذه السلاحف في بعض المناطق، كما يحاول بعض العلماء تربية الأنواع القيمة في مزارع خاصة.

## الروابط الخارجبة
- (بالfr+en) مرجع موسوعة الحياة (EOL) : حمسيات
- University of Michigan Animal Diversity Web
- the European pond turtle (Emys orbicularis)
- Emydidae (all species) at The Reptile Database